# Henry Hastings Sibley
Pour les articles homonymes, voir Hastings et Sibley.
Henry Hastings Sibley, né le 20 février 1811 à Détroit et mort le 18 février 1891, est un officier de la United States Army et un homme politique américain, premier gouverneur du Minnesota.

## Biographie

### Généalogie
Il est le fils du Juge Solomon Sibley (1769–1846) et de Sarah Whipple (Sproat) Sibley, petit-fils de Reuben et Ruth (Sibley) Sibley et du colonel Ebenezer et Catherine (Whipple) Sproat. Il est le descendant de John Sibley qui arriva d’Angleterre avec la Winthrop Fleet (début de la grande migration des puritains anglais) en 1629 et qui s’installa à Salem dans le Massachusetts.

### Jeunesse
Le père de Sibley, né à Sutton, s’installe à Détroit en 1797, où il devient un personnage important de la ville et de l’État. Henry étudie le droit dans l’étude de son père et en 1828 il est employé d’une entreprise commerciale de Sault Ste. Marie. De 1829 à 1834 il est responsable des achats de l’American Fur Company à Mackinac Island. En 1834, Sibley devient associé au sein de la compagnie qui a déplacé son siège à St. Peter’s (aujourd’hui Mendota), où il vit de 1834 à 1862. Le 2 mai 1843, Sibley épouse Sarah Jane Steele, fille du général James et de Mary (Hume) Steele, qui vivent au fort Snelling. En 1862, il déménage à Saint Paul.

### Carrière politique
Sibley entame sa carrière politique en 1838 lorsqu’il est nommé juge de paix de l’Ouest du Mississippi par le gouverneur du territoire de l’Iowa, John Chambers. Il est élu délégué du territoire du Wisconsin au 30e congrès à la suite de la démission de John H. Tweedy. Il participe aux 30e, 31e et 32e congrès du 15 janvier 1849 au 4 mars 1853. Son influence lors du 30e congrès conduit à ce qu’une part du Wisconsin et une portion du Mississippi soient rattachés au territoire du Minnesota. Il est membre de l’assemblée législative territoriale de janvier à mars 1855, comme représentant du comté de Dakota.
Il est membre de l’aile démocrate de la première assemblée constitutive du Minnesota qui se réunit à partir du 13 juillet 1857 et qui se conclut par l’adoption de la constitution le 13 octobre 1857. Il est élu premier gouverneur de l’État et officie du 24 mai 1858 au 2 janvier 1860.

### Carrière militaire
En 1862, il est nommé colonel de la milice de l’État et est envoyé en amont de la Minnesota pour protéger les lieux exposés aux attaques des Sioux. Après le massacre d’Acton, le 18 août 1862, il prend part aux engagements suivants :
- la poursuite des Amérindiens à New Ulm le 19 août et le 25 août ;
- l’attaque de Fort Ridgely le 28 août ;
- la bataille de Birch Coulee le 1er septembre ;
- la bataille de Wood Lake le 22 septembre 1862.

Ce dernier engagement est décisif, il se conclut par la libération de 250 colons et la capture de 2 000 Amérindiens des deux sexes. Parmi ces derniers, 321 seront jugés pour meurtre dont 303 seront condamnés à mort ; trente-huit d'entre eux seront pendus à Mankato le 26 décembre 1862.
Sibley est nommé brigadier-général des volontaires le 29 septembre 1862, pour « vaillance au champ d'honneur ». Il établit son quartier général à St. Paul et il crée un nouveau département militaire qui comprend le Minnesota, le Territoire du Dakota, l’Iowa et le Wisconsin et dote chacun d'entre eux de forts et de garnisons. Il mène une seconde expédition victorieuse contre les Sioux sur le territoire du Dakota en 1863, lors des batailles de Big Mound (24 juillet), Dead Buffalo Lake (26 juillet) et Stony Lake (28 juillet).
Il s’emploie ensuite à édicter des mesures de défense de la frontier ouest de 1864 à 1865 et le 29 novembre 1865, il est nommé major-général des volontaires pour « services efficients et méritoires ». Il est relevé de son commandement du district du Minnesota en août 1866.

### Retour à la vie civile
À son retour à la vie civile, il négocie certains traités indiens. Lors de son retour dans le monde des affaires à Saint Paul, il devient président de la Chambre de commerce et président de quelques compagnies de chemin de fer, de banques et de quelques grandes sociétés. Il devient membre puis président de la Minnesota Historical Society (Société d’histoire du Minnesota) en 1849. Il est aussi membre de l’association des anciens colons de l’État en 1858, et du conseil de l’U.S. Military academy en 1867. Il est aussi président du conseil de l’université du Minnesota, president du conseil des commissaires indiens de 1875 à 1876.
Il meurt à Saint Paul dans le Minnesota le 18 février 1891.